# McLean megye (Észak-Dakota)
McLean megye az Amerikai Egyesült Államokban, azon belül Észak-Dakota államban található. Megyeszékhelye Washburn, legnagyobb városa Garrison. Lakosainak száma 9771 fő (2020. április 1.). McLean megye Ward, Mercer, Oliver, McHenry, Sheridan, Burleigh, Dunn és Mountrail megyékkel határos.

## Népesség
A megye népességének változása:
| Lakosok száma | 8990 | 9078 | 9368 | 9517 | 9744 | 9771 |
|               | 2010 | 2011 | 2012 | 2013 | 2015 | 2020 |